# Larry T. Shaw
Lawrence Taylor Shaw (Schenectady, 9 de noviembre de 1924 - 1 de abril de 1985) fue un escritor, editor y agente literario estadounidense adscrito al género de la ciencia ficción que generalmente publicaba como Lawrence T. Shaw.
Shaw se unió al grupo de escritores de ciencia ficción conocidos como los Futurianos a principios de la década de 1940. Desde 1948 hasta principios de la década de 1950, escribió cuentos antes de convertirse en editor para las revistas If y luego Infinity Science Fiction.

## Obras

### Ficción
- ''Secret Weapon (1948), como Terry Thor.
- ''Simworthy's Circus (1950), como Larry Shaw.
- ''Seeds of Insecurity (1951), como Larry Shaw.
- ''Stairway to the Stars (1951), como Larry Shaw.
- ''The Captive Audience (1952), como Larry Shaw.

### Antologías
- ''Great Science Fiction Adventures (1963).
- ''Terror! (1966).

### Series de ensayos
By the Editor (Infinity Science Fiction)
- A Matter of Steps (1955), como The Editor.
- By the Editor: The Sense of Huh? (1956), como The Editor.
- By the Editor: R. S. V. P. (1956), como LTS.
- By the Editor: Down With People! (1956), como LTS.
- By the Editor: 13 to the Nth Power (1956), como LTS.
- By the Editor: Awards and A-Bombs (1957), como LTS.
- By the Editor: Any Old Saws Today? (1957), como LTS.
- By the Editor: Some News is Good News (1957), como LTS.
- By the Editor: But Is It Science Fiction (1957), como LTS.
- By the Editor: Wanted: Volunteers (1957), como LTS.
- By the Editor: Reflections While Flexing (1957), como LTS.
- By the Editor: In This Corner (1957), como LTS.
- By the Editor: Any Old Brains for Sale? (1958), como LTS.
- By the Editor: Tomorrowness (1958), como LTS.
- By the Editor: The Infinity Awards (1958), como LTS.
- By the Editor: Roundup Time Again (1958), como LTS.
- By the Editor: About Face (1958), como LTS.
- By the Editor: Science Thru Science Fiction (1958), como LTS.
- By the Editor: On With the Old (1958), como LTS.

Feedback (Infinity Science Fiction)
- Feedback (Infinity Science Fiction, septiembre, 1957) (1957).
- Feedback (Infinity Science Fiction, octubre, 1957) (1957).
- Feedback (Infinity Science Fiction, enero, 1958) (1958).
- Feedback (Infinity Science Fiction, March 1958) (1958).
- Feedback (Infinity Science Fiction, abril, 1958) (1958).
- Feedback (Infinity Science Fiction, junio, 1958) (1958).
- Feedback (Infinity Science Fiction, agosto, 1958) (1958).
- Feedback (Infinity Science Fiction, octubre, 1958) (1958).
- Feedback (Infinity Science Fiction, noviembre, 1958) (1958).

The Fan-Space
- The Fan-Space (Science Fiction Adventures, diciembre, 1956) (1956), como Archibald Destiny.
- The Fan-Space (Science Fiction Adventures, febrero, 1957) (1957), como Archibald Destiny.
- The Fan-Space (Science Fiction Adventures, abril, 1957) (1957), como Archibald Destiny.
- The Fan-Space (Science Fiction Adventures, junio, 1957) (1957), como Archibald Destiny.
- The Fan-Space (Science Fiction Adventures, agosto, 1957) (1957), como Archibald Destiny.
- The Fan-Space (Science Fiction Adventures, octubre, 1957) (1957), como Archibald Destiny.
- The Fan-Space (Science Fiction Adventures, enero, 1958) (1958), como Archibald Destiny.
- The Fan-Space (Science Fiction Adventures, March 1958) (1958), como Archibald Destiny.
- The Fan-Space (Science Fiction Adventures, abril, 1958) (1958), como Archibald Destiny.
- The Fan-Space (Science Fiction Adventures, junio, 1958) (1958), como Archibald Destiny.

A Chat With the Editor (If)
- A Chat With the Editor (If, septiembre, 1953) (1953).
- A Chat With the Editor (If, noviembre, 1953) (1953).
- A Chat With the Editor (If, enero, 1954) (1954).

Infinity's Choice (Infinity Science Fiction)
- Infinity's Choice (Infinity Science Fiction, abril, 1957) (1957) con Irwin Stein.

The Editor's Space (Science Fiction Adventures)
- The Editor's Space (Science Fiction Adventures, diciembre, 1956) (1956).
- The Editor's Space (Science Fiction Adventures, febrero, 1957) (1957).
- The Editor's Space (Science Fiction Adventures, abril, 1957) (1957).
- The Editor's Space (Science Fiction Adventures, junio, 1957) (1957).
- The Editor's Space (Science Fiction Adventures, agosto, 1957) (1957).
- The Editor's Space (Science Fiction Adventures, septiembre, 1957) (1957).
- The Editor's Space (Science Fiction Adventures, octubre, 1957) (1957).
- The Editor's Space (Science Fiction Adventures, diciembre, 1957) (1957).
- The Editor's Space (Science Fiction Adventures, abril, 1958) (1958).
- The Editor's Space (Science Fiction Adventures, junio, 1958) (1958).

The Readers' Space
- The Readers' Space (Science Fiction Adventures, febrero, 1957) (1957).
- The Readers' Space (Science Fiction Adventures, abril, 1957) (1957).
- The Readers' Space (Science Fiction Adventures, febrero, 1957) (1957).
- The Readers' Space (Science Fiction Adventures, agosto, 1957) (1957).
- The Reader's Space (Science Fiction Adventures, septiembre, 1957) (1957).
- The Readers' Space (Science Fiction Adventures, octubre, 1957) (1957).
- The Readers' Space (Science Fiction Adventures, diciembre, 1957) (1957).
- The Readers' Space (Science Fiction Adventures, enero, 1958) (1958).
- The Readers' Space (Science Fiction Adventures, abril, 1958) (1958).
- The Readers' Space (Science Fiction Adventures, junio, 1958) (1958).